# Carthage (Misuri)
Carthage es una ciudad ubicada en el condado de Jasper en el estado estadounidense de Misuri. En el Censo de 2010 tenía una población de 14378 habitantes y una densidad poblacional de 475 personas por km².

## Geografía
Carthage se encuentra ubicada en las coordenadas 37°9′3″N 94°19′39″O / 37.15083, -94.32750. Según la Oficina del Censo de los Estados Unidos, Carthage tiene una superficie total de 30.27 km², de la cual 30.17 km² corresponden a tierra firme y (0.32%) 0.1 km² es agua.

## Demografía
Según el censo de 2010, había 14378 personas residiendo en Carthage. La densidad de población era de 475 hab./km². De los 14378 habitantes, Carthage estaba compuesto por el 73.59% blancos, el 1.54% eran afroamericanos, el 0.99% eran amerindios, el 1.02% eran asiáticos, el 0.64% eran isleños del Pacífico, el 18.86% eran de otras razas y el 3.36% pertenecían a dos o más razas. Del total de la población el 25.63% eran hispanos o latinos de cualquier raza.